# Rue des Ardilliers
La rue des Ardilliers est une des rues de la ville de Nevers.

## Situation et accès
Longue de 150 mètres, elle commence place Maurice-Ravel et finit square de la Résistance et avenue Colbert. On croise du sud au nord la rue des Francs-Bourgeois, la rue de la Préfecture et l’impasse des Ardilliers.
Elle est desservie par la navette Coursinelle à l’arrêt Saint-Pierre.

## Origine du nom
De l’ancien français ardille, argile, employé du XIIe siècle au XVIe siècle.

## Bâtiments remarquables et lieux de mémoire

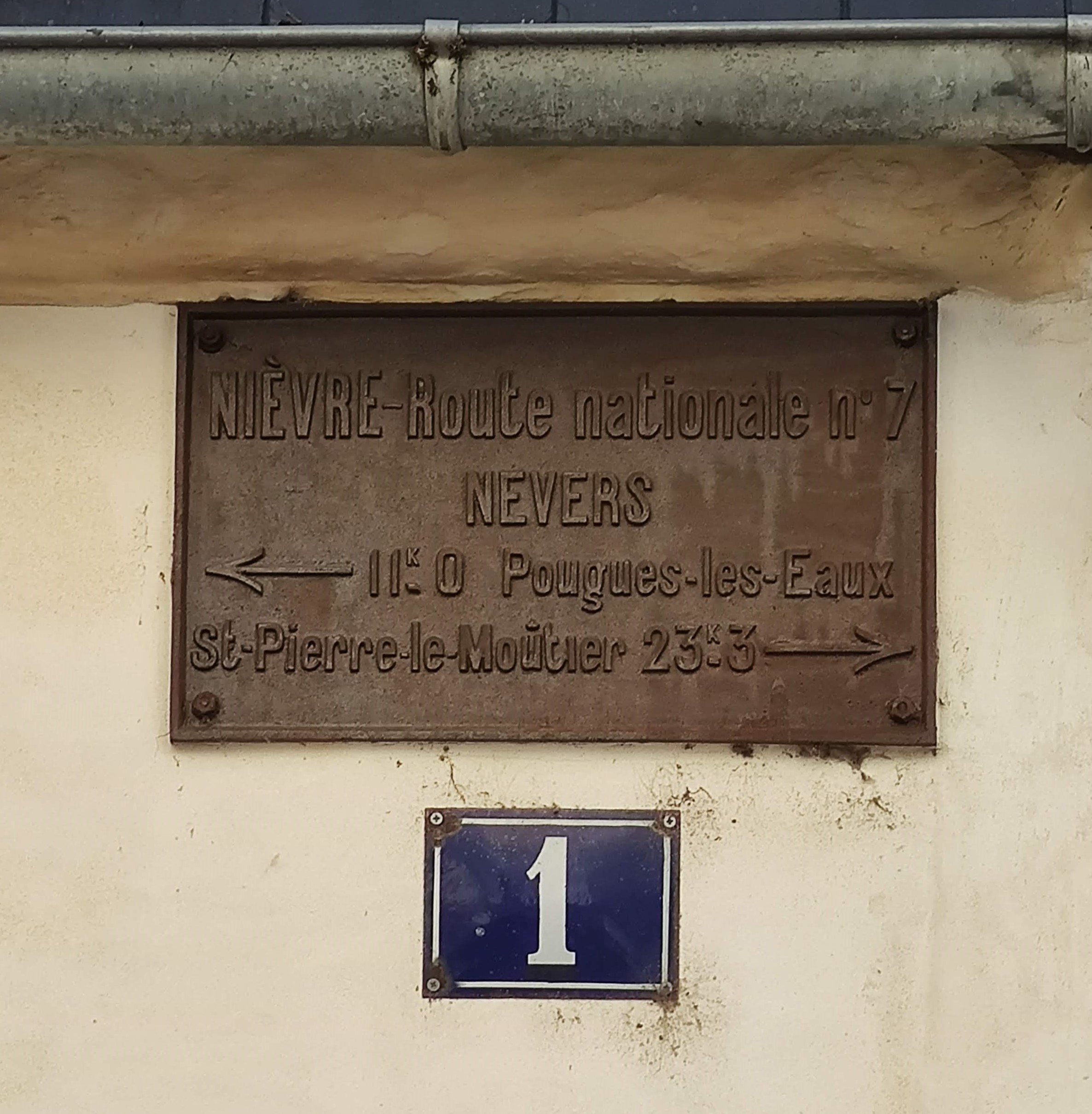
No 1.

- Porte de Paris, édifiée entre 1742 et 1746.
- Église Saint-Pierre,  Classé MH (1975).
- No 1 : ancien panneau indicateur.